# Unicodeblock Devanagari
Der Unicodeblock Devanagari (U+0900 bis U+097F) enthält die Zeichen des indischen Schriftsystems Devanagari, in dem Sanskrit, Hindi, Marathi, Nepali und andere indische Sprachen geschrieben werden. Die Sortierung der Zeichen basiert auf ISCII.

## Tabelle
| Unicodenummer | Zeichen (400 %) | Kategorie                               | Bidirektionale Klasse       | Offizielle Bezeichnung                | Beschreibung                             |
| ------------- | --------------- | --------------------------------------- | --------------------------- | ------------------------------------- | ---------------------------------------- |
| U+0900 (2304) | ऀ                | Markierung ohne Extrabreite             | Markierung ohne Extrabreite | DEVANAGARI SIGN INVERTED CANDRABINDU  | Devanagari-Zeichen gedrehtes Candrabindu |
| U+0901 (2305) | ँ                | Markierung ohne Extrabreite             | Markierung ohne Extrabreite | DEVANAGARI SIGN CANDRABINDU           | Devanagari-Zeichen Candrabindu           |
| U+0902 (2306) | ं                | Markierung ohne Extrabreite             | Markierung ohne Extrabreite | DEVANAGARI SIGN ANUSVARA              | Devanagari-Zeichen Anusvara              |
| U+0903 (2307) | ः                | Markierung mit Extrabreite              | links nach rechts           | DEVANAGARI SIGN VISARGA               | Devanagari-Zeichen Visarga               |
| U+0904 (2308) | ऄ               | anderer Buchstabe, Silbe oder Ideogramm | links nach rechts           | DEVANAGARI LETTER SHORT A             | Devanagari-Buchstabe kurzes A            |
| U+0905 (2309) | अ               | anderer Buchstabe, Silbe oder Ideogramm | links nach rechts           | DEVANAGARI LETTER A                   | Devanagari-Buchstabe A                   |
| U+0906 (2310) | आ               | anderer Buchstabe, Silbe oder Ideogramm | links nach rechts           | DEVANAGARI LETTER AA                  | Devanagari-Buchstabe Aa                  |
| U+0907 (2311) | इ               | anderer Buchstabe, Silbe oder Ideogramm | links nach rechts           | DEVANAGARI LETTER I                   | Devanagari-Buchstabe I                   |
| U+0908 (2312) | ई               | anderer Buchstabe, Silbe oder Ideogramm | links nach rechts           | DEVANAGARI LETTER II                  | Devanagari-Buchstabe Ii                  |
| U+0909 (2313) | उ               | anderer Buchstabe, Silbe oder Ideogramm | links nach rechts           | DEVANAGARI LETTER U                   | Devanagari-Buchstabe U                   |
| U+090A (2314) | ऊ               | anderer Buchstabe, Silbe oder Ideogramm | links nach rechts           | DEVANAGARI LETTER UU                  | Devanagari-Buchstabe Uu                  |
| U+090B (2315) | ऋ               | anderer Buchstabe, Silbe oder Ideogramm | links nach rechts           | DEVANAGARI LETTER VOCALIC R           | Devanagari-Buchstabe vokalisches R       |
| U+090C (2316) | ऌ               | anderer Buchstabe, Silbe oder Ideogramm | links nach rechts           | DEVANAGARI LETTER VOCALIC L           | Devanagari-Buchstabe vokalisches L       |
| U+090D (2317) | ऍ               | anderer Buchstabe, Silbe oder Ideogramm | links nach rechts           | DEVANAGARI LETTER CANDRA E            | Devanagari-Buchstabe Candra-E            |
| U+090E (2318) | ऎ               | anderer Buchstabe, Silbe oder Ideogramm | links nach rechts           | DEVANAGARI LETTER SHORT E             | Devanagari-Buchstabe kurzes E            |
| U+090F (2319) | ए               | anderer Buchstabe, Silbe oder Ideogramm | links nach rechts           | DEVANAGARI LETTER E                   | Devanagari-Buchstabe E                   |
| U+0910 (2320) | ऐ               | anderer Buchstabe, Silbe oder Ideogramm | links nach rechts           | DEVANAGARI LETTER AI                  | Devanagari-Buchstabe Ai                  |
| U+0911 (2321) | ऑ               | anderer Buchstabe, Silbe oder Ideogramm | links nach rechts           | DEVANAGARI LETTER CANDRA O            | Devanagari-Buchstabe Candra-O            |
| U+0912 (2322) | ऒ               | anderer Buchstabe, Silbe oder Ideogramm | links nach rechts           | DEVANAGARI LETTER SHORT O             | Devanagari-Buchstabe kurzes O            |
| U+0913 (2323) | ओ               | anderer Buchstabe, Silbe oder Ideogramm | links nach rechts           | DEVANAGARI LETTER O                   | Devanagari-Buchstabe O                   |
| U+0914 (2324) | औ               | anderer Buchstabe, Silbe oder Ideogramm | links nach rechts           | DEVANAGARI LETTER AU                  | Devanagari-Buchstabe Au                  |
| U+0915 (2325) | क               | anderer Buchstabe, Silbe oder Ideogramm | links nach rechts           | DEVANAGARI LETTER KA                  | Devanagari-Buchstabe Ka                  |
| U+0916 (2326) | ख               | anderer Buchstabe, Silbe oder Ideogramm | links nach rechts           | DEVANAGARI LETTER KHA                 | Devanagari-Buchstabe Kha                 |
| U+0917 (2327) | ग               | anderer Buchstabe, Silbe oder Ideogramm | links nach rechts           | DEVANAGARI LETTER GA                  | Devanagari-Buchstabe Ga                  |
| U+0918 (2328) | घ               | anderer Buchstabe, Silbe oder Ideogramm | links nach rechts           | DEVANAGARI LETTER GHA                 | Devanagari-Buchstabe Gha                 |
| U+0919 (2329) | ङ               | anderer Buchstabe, Silbe oder Ideogramm | links nach rechts           | DEVANAGARI LETTER NGA                 | Devanagari-Buchstabe Nga                 |
| U+091A (2330) | च               | anderer Buchstabe, Silbe oder Ideogramm | links nach rechts           | DEVANAGARI LETTER CA                  | Devanagari-Buchstabe Ca                  |
| U+091B (2331) | छ               | anderer Buchstabe, Silbe oder Ideogramm | links nach rechts           | DEVANAGARI LETTER CHA                 | Devanagari-Buchstabe Cha                 |
| U+091C (2332) | ज               | anderer Buchstabe, Silbe oder Ideogramm | links nach rechts           | DEVANAGARI LETTER JA                  | Devanagari-Buchstabe Ja                  |
| U+091D (2333) | झ               | anderer Buchstabe, Silbe oder Ideogramm | links nach rechts           | DEVANAGARI LETTER JHA                 | Devanagari-Buchstabe Jha                 |
| U+091E (2334) | ञ               | anderer Buchstabe, Silbe oder Ideogramm | links nach rechts           | DEVANAGARI LETTER NYA                 | Devanagari-Buchstabe Nya                 |
| U+091F (2335) | ट               | anderer Buchstabe, Silbe oder Ideogramm | links nach rechts           | DEVANAGARI LETTER TTA                 | Devanagari-Buchstabe Tta                 |
| U+0920 (2336) | ठ               | anderer Buchstabe, Silbe oder Ideogramm | links nach rechts           | DEVANAGARI LETTER TTHA                | Devanagari-Buchstabe Ttha                |
| U+0921 (2337) | ड               | anderer Buchstabe, Silbe oder Ideogramm | links nach rechts           | DEVANAGARI LETTER DDA                 | Devanagari-Buchstabe Dda                 |
| U+0922 (2338) | ढ               | anderer Buchstabe, Silbe oder Ideogramm | links nach rechts           | DEVANAGARI LETTER DDHA                | Devanagari-Buchstabe Ddha                |
| U+0923 (2339) | ण               | anderer Buchstabe, Silbe oder Ideogramm | links nach rechts           | DEVANAGARI LETTER NNA                 | Devanagari-Buchstabe Nna                 |
| U+0924 (2340) | त               | anderer Buchstabe, Silbe oder Ideogramm | links nach rechts           | DEVANAGARI LETTER TA                  | Devanagari-Buchstabe Ta                  |
| U+0925 (2341) | थ               | anderer Buchstabe, Silbe oder Ideogramm | links nach rechts           | DEVANAGARI LETTER THA                 | Devanagari-Buchstabe Tha                 |
| U+0926 (2342) | द               | anderer Buchstabe, Silbe oder Ideogramm | links nach rechts           | DEVANAGARI LETTER DA                  | Devanagari-Buchstabe Da                  |
| U+0927 (2343) | ध               | anderer Buchstabe, Silbe oder Ideogramm | links nach rechts           | DEVANAGARI LETTER DHA                 | Devanagari-Buchstabe Dha                 |
| U+0928 (2344) | न               | anderer Buchstabe, Silbe oder Ideogramm | links nach rechts           | DEVANAGARI LETTER NA                  | Devanagari-Buchstabe Na                  |
| U+0929 (2345) | ऩ               | anderer Buchstabe, Silbe oder Ideogramm | links nach rechts           | DEVANAGARI LETTER NNNA                | Devanagari-Buchstabe Nnna                |
| U+092A (2346) | प               | anderer Buchstabe, Silbe oder Ideogramm | links nach rechts           | DEVANAGARI LETTER PA                  | Devanagari-Buchstabe Pa                  |
| U+092B (2347) | फ               | anderer Buchstabe, Silbe oder Ideogramm | links nach rechts           | DEVANAGARI LETTER PHA                 | Devanagari-Buchstabe Pha                 |
| U+092C (2348) | ब               | anderer Buchstabe, Silbe oder Ideogramm | links nach rechts           | DEVANAGARI LETTER BA                  | Devanagari-Buchstabe Ba                  |
| U+092D (2349) | भ               | anderer Buchstabe, Silbe oder Ideogramm | links nach rechts           | DEVANAGARI LETTER BHA                 | Devanagari-Buchstabe Bha                 |
| U+092E (2350) | म               | anderer Buchstabe, Silbe oder Ideogramm | links nach rechts           | DEVANAGARI LETTER MA                  | Devanagari-Buchstabe Ma                  |
| U+092F (2351) | य               | anderer Buchstabe, Silbe oder Ideogramm | links nach rechts           | DEVANAGARI LETTER YA                  | Devanagari-Buchstabe Ya                  |
| U+0930 (2352) | र               | anderer Buchstabe, Silbe oder Ideogramm | links nach rechts           | DEVANAGARI LETTER RA                  | Devanagari-Buchstabe Ra                  |
| U+0931 (2353) | ऱ               | anderer Buchstabe, Silbe oder Ideogramm | links nach rechts           | DEVANAGARI LETTER RRA                 | Devanagari-Buchstabe Rra                 |
| U+0932 (2354) | ल               | anderer Buchstabe, Silbe oder Ideogramm | links nach rechts           | DEVANAGARI LETTER LA                  | Devanagari-Buchstabe La                  |
| U+0933 (2355) | ळ               | anderer Buchstabe, Silbe oder Ideogramm | links nach rechts           | DEVANAGARI LETTER LLA                 | Devanagari-Buchstabe Lla                 |
| U+0934 (2356) | ऴ               | anderer Buchstabe, Silbe oder Ideogramm | links nach rechts           | DEVANAGARI LETTER LLLA                | Devanagari-Buchstabe Llla                |
| U+0935 (2357) | व               | anderer Buchstabe, Silbe oder Ideogramm | links nach rechts           | DEVANAGARI LETTER VA                  | Devanagari-Buchstabe Va                  |
| U+0936 (2358) | श               | anderer Buchstabe, Silbe oder Ideogramm | links nach rechts           | DEVANAGARI LETTER SHA                 | Devanagari-Buchstabe Sha                 |
| U+0937 (2359) | ष               | anderer Buchstabe, Silbe oder Ideogramm | links nach rechts           | DEVANAGARI LETTER SSA                 | Devanagari-Buchstabe Ssa                 |
| U+0938 (2360) | स               | anderer Buchstabe, Silbe oder Ideogramm | links nach rechts           | DEVANAGARI LETTER SA                  | Devanagari-Buchstabe Sa                  |
| U+0939 (2361) | ह               | anderer Buchstabe, Silbe oder Ideogramm | links nach rechts           | DEVANAGARI LETTER HA                  | Devanagari-Buchstabe Ha                  |
| U+093A (2362) | ऺ                | Markierung ohne Extrabreite             | Markierung ohne Extrabreite | DEVANAGARI VOWEL SIGN OE              | Devanagari-Vokalzeichen Ö                |
| U+093B (2363) | ऻ                | Markierung mit Extrabreite              | links nach rechts           | DEVANAGARI VOWEL SIGN OOE             | Devanagari-Vokalzeichen Öö               |
| U+093C (2364) | ़                | Markierung ohne Extrabreite             | Markierung ohne Extrabreite | DEVANAGARI SIGN NUKTA                 | Devanagari-Zeichen Nukta                 |
| U+093D (2365) | ऽ               | anderer Buchstabe, Silbe oder Ideogramm | links nach rechts           | DEVANAGARI SIGN AVAGRAHA              | Devanagari-Zeichen Avagraha              |
| U+093E (2366) | ा                | Markierung mit Extrabreite              | links nach rechts           | DEVANAGARI VOWEL SIGN AA              | Devanagari-Vokalzeichen Aa               |
| U+093F (2367) | ि                | Markierung mit Extrabreite              | links nach rechts           | DEVANAGARI VOWEL SIGN I               | Devanagari-Vokalzeichen I                |
| U+0940 (2368) | ी                | Markierung mit Extrabreite              | links nach rechts           | DEVANAGARI VOWEL SIGN II              | Devanagari-Vokalzeichen Ii               |
| U+0941 (2369) | ु                | Markierung ohne Extrabreite             | Markierung ohne Extrabreite | DEVANAGARI VOWEL SIGN U               | Devanagari-Vokalzeichen U                |
| U+0942 (2370) | ू                | Markierung ohne Extrabreite             | Markierung ohne Extrabreite | DEVANAGARI VOWEL SIGN UU              | Devanagari-Vokalzeichen Uu               |
| U+0943 (2371) | ृ                | Markierung ohne Extrabreite             | Markierung ohne Extrabreite | DEVANAGARI VOWEL SIGN VOCALIC R       | Devanagari-Vokalzeichen vokalisches R    |
| U+0944 (2372) | ॄ                | Markierung ohne Extrabreite             | Markierung ohne Extrabreite | DEVANAGARI VOWEL SIGN VOCALIC RR      | Devanagari-Vokalzeichen vokalisches Rr   |
| U+0945 (2373) | ॅ                | Markierung ohne Extrabreite             | Markierung ohne Extrabreite | DEVANAGARI VOWEL SIGN CANDRA E        | Devanagari-Vokalzeichen Candra-E         |
| U+0946 (2374) | ॆ                | Markierung ohne Extrabreite             | Markierung ohne Extrabreite | DEVANAGARI VOWEL SIGN SHORT E         | Devanagari-Vokalzeichen kurzes E         |
| U+0947 (2375) | े                | Markierung ohne Extrabreite             | Markierung ohne Extrabreite | DEVANAGARI VOWEL SIGN E               | Devanagari-Vokalzeichen E                |
| U+0948 (2376) | ै                | Markierung ohne Extrabreite             | Markierung ohne Extrabreite | DEVANAGARI VOWEL SIGN AI              | Devanagari-Vokalzeichen Ai               |
| U+0949 (2377) | ॉ                | Markierung mit Extrabreite              | links nach rechts           | DEVANAGARI VOWEL SIGN CANDRA O        | Devanagari-Vokalzeichen Candra-O         |
| U+094A (2378) | ॊ                | Markierung mit Extrabreite              | links nach rechts           | DEVANAGARI VOWEL SIGN SHORT O         | Devanagari-Vokalzeichen kurzes O         |
| U+094B (2379) | ो                | Markierung mit Extrabreite              | links nach rechts           | DEVANAGARI VOWEL SIGN O               | Devanagari-Vokalzeichen O                |
| U+094C (2380) | ौ                | Markierung mit Extrabreite              | links nach rechts           | DEVANAGARI VOWEL SIGN AU              | Devanagari-Vokalzeichen Au               |
| U+094D (2381) | ्                | Markierung ohne Extrabreite             | Markierung ohne Extrabreite | DEVANAGARI SIGN VIRAMA                | Devanagari-Zeichen Virama                |
| U+094E (2382) | ॎ                | Markierung mit Extrabreite              | links nach rechts           | DEVANAGARI VOWEL SIGN PRISHTHAMATRA E | Devanagari-Vokalzeichen Prishtamatra-E   |
| U+094F (2383) | ॏ                | Markierung mit Extrabreite              | links nach rechts           | DEVANAGARI VOWEL SIGN AW              | Devanagari-Vokalzeichen Aw               |
| U+0950 (2384) | ॐ               | anderer Buchstabe, Silbe oder Ideogramm | links nach rechts           | DEVANAGARI OM                         | Devanagari-Om                            |
| U+0951 (2385) | ॑                | Markierung ohne Extrabreite             | Markierung ohne Extrabreite | DEVANAGARI STRESS SIGN UDATTA         | Devanagari-Betonungszeichen Udatta       |
| U+0952 (2386) | ॒                | Markierung ohne Extrabreite             | Markierung ohne Extrabreite | DEVANAGARI STRESS SIGN ANUDATTA       | Devanagari-Betonungszeichen Anudatta     |
| U+0953 (2387) | ॓                | Markierung ohne Extrabreite             | Markierung ohne Extrabreite | DEVANAGARI GRAVE ACCENT               | Devanagari-Gravisakzent                  |
| U+0954 (2388) | ॔                | Markierung ohne Extrabreite             | Markierung ohne Extrabreite | DEVANAGARI ACUTE ACCENT               | Devanagari-Akutakzent                    |
| U+0955 (2389) | ॕ                | Markierung ohne Extrabreite             | Markierung ohne Extrabreite | DEVANAGARI VOWEL SIGN CANDRA LONG E   | Devanagari-Vokalzeichen Candra-langes E  |
| U+0956 (2390) | ॖ                | Markierung ohne Extrabreite             | Markierung ohne Extrabreite | DEVANAGARI VOWEL SIGN UE              | Devanagari-Vokalzeichen Ü                |
| U+0957 (2391) | ॗ                | Markierung ohne Extrabreite             | Markierung ohne Extrabreite | DEVANAGARI VOWEL SIGN UUE             | Devanagari-Vokalzeichen Üü               |
| U+0958 (2392) | क़               | anderer Buchstabe, Silbe oder Ideogramm | links nach rechts           | DEVANAGARI LETTER QA                  | Devanagari-Buchstabe Qa                  |
| U+0959 (2393) | ख़               | anderer Buchstabe, Silbe oder Ideogramm | links nach rechts           | DEVANAGARI LETTER KHHA                | Devanagari-Buchstabe Khha                |
| U+095A (2394) | ग़               | anderer Buchstabe, Silbe oder Ideogramm | links nach rechts           | DEVANAGARI LETTER GHHA                | Devanagari-Buchstabe Ghha                |
| U+095B (2395) | ज़               | anderer Buchstabe, Silbe oder Ideogramm | links nach rechts           | DEVANAGARI LETTER ZA                  | Devanagari-Buchstabe Za                  |
| U+095C (2396) | ड़               | anderer Buchstabe, Silbe oder Ideogramm | links nach rechts           | DEVANAGARI LETTER DDDHA               | Devanagari-Buchstabe Dddha               |
| U+095D (2397) | ढ़               | anderer Buchstabe, Silbe oder Ideogramm | links nach rechts           | DEVANAGARI LETTER RHA                 | Devanagari-Buchstabe Rha                 |
| U+095E (2398) | फ़               | anderer Buchstabe, Silbe oder Ideogramm | links nach rechts           | DEVANAGARI LETTER FA                  | Devanagari-Buchstabe Fa                  |
| U+095F (2399) | य़               | anderer Buchstabe, Silbe oder Ideogramm | links nach rechts           | DEVANAGARI LETTER YYA                 | Devanagari-Buchstabe Yya                 |
| U+0960 (2400) | ॠ               | anderer Buchstabe, Silbe oder Ideogramm | links nach rechts           | DEVANAGARI LETTER VOCALIC RR          | Devanagari-Buchstabe vokalisches Rr      |
| U+0961 (2401) | ॡ               | anderer Buchstabe, Silbe oder Ideogramm | links nach rechts           | DEVANAGARI LETTER VOCALIC LL          | Devanagari-Buchstabe vokalisches Ll      |
| U+0962 (2402) | ॢ                | Markierung ohne Extrabreite             | Markierung ohne Extrabreite | DEVANAGARI VOWEL SIGN VOCALIC L       | Devanagari-Vokalzeichen vokalisches L    |
| U+0963 (2403) | ॣ                | Markierung ohne Extrabreite             | Markierung ohne Extrabreite | DEVANAGARI VOWEL SIGN VOCALIC LL      | Devanagari-Vokalzeichen vokalisches Ll   |
| U+0964 (2404) | ।               | andere Interpunktion                    | links nach rechts           | DEVANAGARI DANDA                      | Devanagari-Danda                         |
| U+0965 (2405) | ॥               | andere Interpunktion                    | links nach rechts           | DEVANAGARI DOUBLE DANDA               | Devanagari-Doppeldanda                   |
| U+0966 (2406) | ०               | Dezimalziffer                           | links nach rechts           | DEVANAGARI DIGIT ZERO                 | Devanagari-Ziffer Null                   |
| U+0967 (2407) | १               | Dezimalziffer                           | links nach rechts           | DEVANAGARI DIGIT ONE                  | Devanagari-Ziffer Eins                   |
| U+0968 (2408) | २               | Dezimalziffer                           | links nach rechts           | DEVANAGARI DIGIT TWO                  | Devanagari-Ziffer Zwei                   |
| U+0969 (2409) | ३               | Dezimalziffer                           | links nach rechts           | DEVANAGARI DIGIT THREE                | Devanagari-Ziffer Drei                   |
| U+096A (2410) | ४               | Dezimalziffer                           | links nach rechts           | DEVANAGARI DIGIT FOUR                 | Devanagari-Ziffer Vier                   |
| U+096B (2411) | ५               | Dezimalziffer                           | links nach rechts           | DEVANAGARI DIGIT FIVE                 | Devanagari-Ziffer Fünf                   |
| U+096C (2412) | ६               | Dezimalziffer                           | links nach rechts           | DEVANAGARI DIGIT SIX                  | Devanagari-Ziffer Sechs                  |
| U+096D (2413) | ७               | Dezimalziffer                           | links nach rechts           | DEVANAGARI DIGIT SEVEN                | Devanagari-Ziffer Sieben                 |
| U+096E (2414) | ८               | Dezimalziffer                           | links nach rechts           | DEVANAGARI DIGIT EIGHT                | Devanagari-Ziffer Acht                   |
| U+096F (2415) | ९               | Dezimalziffer                           | links nach rechts           | DEVANAGARI DIGIT NINE                 | Devanagari-Ziffer Neun                   |
| U+0970 (2416) | ॰               | andere Interpunktion                    | links nach rechts           | DEVANAGARI ABBREVIATION SIGN          | Devanagari-Abkürzungszeichen             |
| U+0971 (2417) | ॱ               | modifizierender Buchstabe               | links nach rechts           | DEVANAGARI SIGN HIGH SPACING DOT      | Devanagari-Zeichen hoher Punkt           |
| U+0972 (2418) | ॲ               | anderer Buchstabe, Silbe oder Ideogramm | links nach rechts           | DEVANAGARI LETTER CANDRA A            | Devanagari-Buchstabe Candra-A            |
| U+0973 (2419) | ॳ               | anderer Buchstabe, Silbe oder Ideogramm | links nach rechts           | DEVANAGARI LETTER OE                  | Devanagari-Buchstabe Ö                   |
| U+0974 (2420) | ॴ               | anderer Buchstabe, Silbe oder Ideogramm | links nach rechts           | DEVANAGARI LETTER OOE                 | Devanagari-Buchstabe Öö                  |
| U+0975 (2421) | ॵ               | anderer Buchstabe, Silbe oder Ideogramm | links nach rechts           | DEVANAGARI LETTER AW                  | Devanagari-Buchstabe Aw                  |
| U+0976 (2422) | ॶ               | anderer Buchstabe, Silbe oder Ideogramm | links nach rechts           | DEVANAGARI LETTER UE                  | Devanagari-Buchstabe Ü                   |
| U+0977 (2423) | ॷ               | anderer Buchstabe, Silbe oder Ideogramm | links nach rechts           | DEVANAGARI LETTER UUE                 | Devanagari-Buchstabe Üü                  |
| U+0978 (2424) | ॸ               | anderer Buchstabe, Silbe oder Ideogramm | links nach rechts           | DEVANAGARI LETTER MARWARI DDA         | Devanagari-Buchstabe Marwari-Dda         |
| U+0979 (2425) | ॹ               | anderer Buchstabe, Silbe oder Ideogramm | links nach rechts           | DEVANAGARI LETTER ZHA                 | Devanagari-Buchstabe Zha                 |
| U+097A (2426) | ॺ               | anderer Buchstabe, Silbe oder Ideogramm | links nach rechts           | DEVANAGARI LETTER HEAVY YA            | Devanagari-Buchstabe schweres Ya         |
| U+097B (2427) | ॻ               | anderer Buchstabe, Silbe oder Ideogramm | links nach rechts           | DEVANAGARI LETTER GGA                 | Devanagari-Buchstabe Gga                 |
| U+097C (2428) | ॼ               | anderer Buchstabe, Silbe oder Ideogramm | links nach rechts           | DEVANAGARI LETTER JJA                 | Devanagari-Buchstabe Jja                 |
| U+097D (2429) | ॽ               | anderer Buchstabe, Silbe oder Ideogramm | links nach rechts           | DEVANAGARI LETTER GLOTTAL STOP        | Devanagari-Buchstabe glottaler Plosiv    |
| U+097E (2430) | ॾ               | anderer Buchstabe, Silbe oder Ideogramm | links nach rechts           | DEVANAGARI LETTER DDDA                | Devanagari-Buchstabe Ddda                |
| U+097F (2431) | ॿ               | anderer Buchstabe, Silbe oder Ideogramm | links nach rechts           | DEVANAGARI LETTER BBA                 | Devanagari-Buchstabe Bba                 |